# Albufeira e Olhos de Água
Albufeira e Olhos de Água é uma freguesia portuguesa do município de Albufeira, com 41,17 km² de área e 28 641 habitantes (censo de 2021). A sua densidade populacional é 695,7 hab./km².

## História
Foi constituída em 2013, no âmbito de uma reforma administrativa nacional, pela agregação das antigas freguesias de Albufeira e Olhos de Água com sede em Albufeira.

## Demografia
A população registada nos censos foi:
| Distribuição da População por Grupos Etários | Distribuição da População por Grupos Etários | Distribuição da População por Grupos Etários | Distribuição da População por Grupos Etários | Distribuição da População por Grupos Etários |
| -------------------------------------------- | -------------------------------------------- | -------------------------------------------- | -------------------------------------------- | -------------------------------------------- |
| Ano                                          | 0-14 Anos                                    | 15-24 Anos                                   | 25-64 Anos                                   | > 65 Anos                                    |
| Antes da agregação                           |                                              |                                              |                                              |                                              |
| 2001                                         | 3356                                         | 2709                                         | 11363                                        | 2030                                         |
| 2011                                         | 4374                                         | 3103                                         | 16128                                        | 3137                                         |
| Após a agregação                             |                                              |                                              |                                              |                                              |
| 2021                                         | 3855                                         | 3152                                         | 16691                                        | 4943                                         |